# Île Little Deadman
L'île Little Deadman est une île de l'État de Washington dans le Comté de Skagit, aux États-Unis, en face de La Conner.

## Description
Elle s'étend sur environ 122 m de longueur pour une largeur d'à peu près 70 m.